# Залески (Брестская область)
Зале́ски (бел. Залескі) — деревня в Кобринском районе Брестской области Белоруссии. Входит в состав Городецкого сельсовета.
По данным на 1 января 2016 года население составило 3 человека в 3 домохозяйствах.

## География
Деревня расположена в 29 км к юго-востоку от города Кобрин, 10 км к югу от станции Городец и в 75 км к востоку от Бреста.
На 2012 год площадь населённого пункта составила 0,1 км² (10 га).

## История
Населённый пункт известен с 1563 года как урощище—остров села Челищевичи. В разное время население составляло:
- 1999 год: 10 хозяйств, 21 человек;
- 2009 год: 7 человек;
- 2016 год[2]: 3 хозяйства, 3 человека;
- 2019 год[1]: 5 человек.